# Сазонтов, Андрей Яковлевич
Андре́й Я́ковлевич Созо́нтов (1894, Ситники, Вятская губерния — 26 августа 1938, Коммунарка) — советский военный деятель, начальник Управления военного строительства на Дальнем Востоке при Совете Народных Комиссаров СССР, комкор.

## Биография
Русский, поручик царской армии, член ВКП(б) с 1927 года (по другим данным — с 1925). Участник Первой мировой и Гражданской войн. Окончил Военную академию имени Михаила Васильевича Фрунзе. Член ВЦИК, делегат XVI Всероссийского и XVII Чрезвычайного съездов Советов.
Родился в деревне Ситники Чепецкой волости Вятского уезда в многодетной семье крестьянина, в семье было 9 детей. Окончил сельскую школу, проявил во время учёбы незаурядные способности. В 1913 году успешно окончил Вятское реальное училище. После окончания училища уехал на строительство Амурской железной дороги, где работал до призыва на военную службу. В конце 1914 года был направлен для прохождения службы во Владивосток на остров Русский, а потом на фронт. Весной 1918 года вернулся в Вятку и поступил добровольцем в ряды Красной Гвардии во вновь формируемый при строительстве Северного фронта Псковский отряд и назначен на должность командира десятка.
13 августа 1918 года был переведён в ряды РККА и назначен на должность командира 3-й роты 1-го стрелкового полка 1-й Вятской дивизии. 20 октября 1918 года переведён в 1-ю Уральскую Ударную бригаду Восточного фронта и назначен командиром 3-й роты 37-го стрелкового полка. 5 ноября 1918 года 1-я Уральская Ударная бригада вошла в состав 5-й Пензенской стрелковой дивизии. 12 ноября 1918 года назначен на должность командира 3-й стрелкового батальона 37-го стрелкового полка, 5 декабря — на должность помощника командира 37 стрелкового полка, а 11 января 1919 года — командиром 37-го стрелкового полка. 13 июля 1919 года после смерти командира бригады Каргопольцева (скончался 11 июля 1919 от кровоизлияния в мозг после продолжительной болезни) назначен командиром 1-й стрелковой бригады 5-й Пензенской стрелковой дивизии. С 5 января по 22 февраля 1920 года исполнял обязанности командира 5-й Пензенской стрелковой дивизии. 23 февраля 1920 года 1-я стрелковая бригада 5-й стрелковой дивизии переименована в 13-ю стрелковую бригаду 5-й Пензенской стрелковой дивизии. 6 марта того же года вместе с бригадой направлен на ликвидацию Уфимского восстания и назначен приказом РВС 1-й Трудовой армии помощником командующего всеми вооруженными силами Уфимской губернии.
2 апреля 1920 года вместе с бригадой убыл в распоряжение РВС Западного фронта. 5 августа 1920 года назначен начальником 2-го боевого участка Витебского района по борьбе с бандитизмом. 29 октября того же года переведён на должность командира 14-й стрелковой бригады 5-й стрелковой дивизии с исполнением должностей начальника 1-го боевого участка Витебского района и начальника гарнизона города Полоцка. 29 декабря 1921 года назначен на должность коменданта Полоцкого укреплённого района с исполнением вышеуказанных должностей. 27 мая 1922 года Полоцкий УР расформирован и должность коменданта укрепрайона упразднена. 5 октября 1922 года в связи с реорганизацией Красной Армии по ликвидации 14-й стрелковой бригады 5-й стрелковой дивизии назначен командиром 14-го стрелкового полка 5-й стрелковой дивизии. 9 октября 1922 года согласно желанию перемещён на должность командира 13-го стрелкового полка 5-й стрелковой дивизии.
19 августа 1923 года отправлен в распоряжение начальника Военной академии РККА для сдачи вступительных экзаменов, 3 сентября прибыл в Военную академию и зачислен в число прикомандированных. 24 сентября условно зачислен слушателем младшего курса с обязательством сдачи в январе 1924 года испытаний по топографии; 17 января испытания сдал. 10 июля 1926 года окончил Военную академию РККА имени Фрунзе с оценкой «хорошо» и назначен помощником командира 16-й стрелковой дивизии. 5 октября 1926 года вступил в исполнение обязанностей помощника командира 16-й Ульяновской имени Киквидзе стрелковой дивизии.

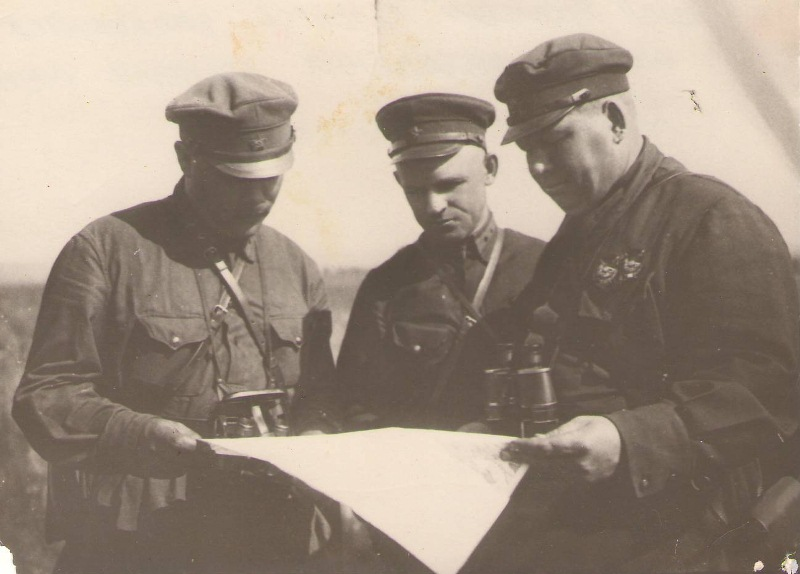
Командир 40-й стрелковой дивизии А. Я. Созонтов знакомится с планом проведения военных учений. Красноярск, 1931 год.

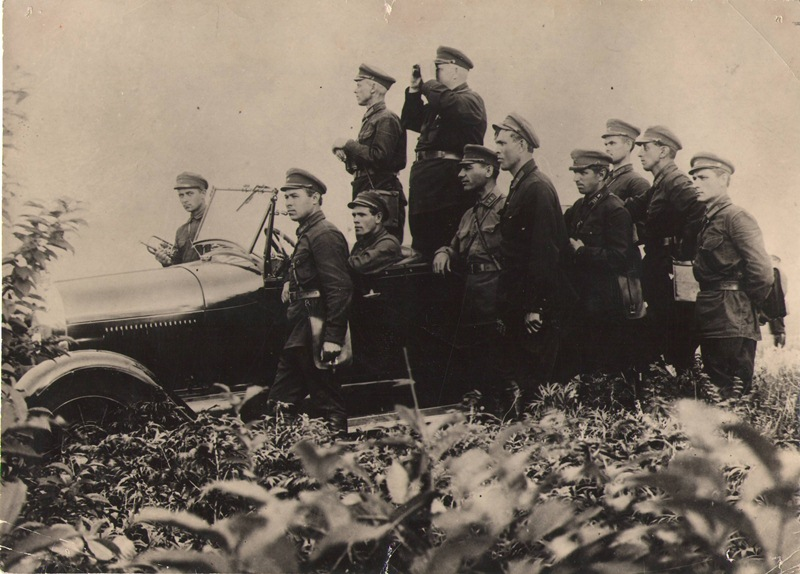
Командир 40-й стрелковой дивизии А. Я. Сазонтов во время военных учений. Красноярск, 1931 год.

15 апреля 1928 года назначен старшим руководителем кафедры военных наук Военно-политической академии РККА. 7 мая 1928 года прибыл в Военно-политическую академию имени Толмачёва и зачислен на должность старшего руководителя кафедры военных наук с присвоением категории «К-11». 1 октября 1929 года в связи с переходом академии на новый штат назначен на должность преподавателя. 1 января 1930 года откомандирован в Красноярск для вступления в должность командира формируемой 40-й стрелковой дивизии. 24 января 1930 года прибыл и вступил в должность командира 40-й стрелковой дивизии. Командир и военком 40-й стрелковой дивизии с 1 сентября 1930 года. Фигурировал в спецдонесении ОО ОГПУ Сталину, как пресекавший антисоветскую агитацию:
В 119-м полку 40-й дивизии (ОКДВА) по инициативе помощника комполка по политчасти Кочнева была разработана и распространена среди красноармейцев и начсостава в целях проверки их политподготовленности специальная анкета, содержащая ряд вопросов явно контрреволюционного характера … дальнейшее ее распространение прекратил узнавший об этом военком дивизии, после чего были изъяты и розданные экземпляры
В феврале 1932 назначен комендантом и военкомом Забайкальского укреплённого района.
С 1 февраля 1934 года — командир и военком 13-го стрелкового корпуса. С сентября 1935 года — командир и военком 4-го стрелкового корпуса. 17 мая 1937 года назначен начальником Военно-инженерной академии РККА. 16 августа 1937 года назначен начальником военного строительства на Дальнем Востоке при СНК СССР.

### Арест и расстрел
Во время политических «чисток» в РККА арестован 26 мая 1938 года. Внесен в Сталинские расстрельные списки от 20 августа 1938 года. Приговорён ВКВС СССР 26 августа 1938 по обвинению в участии в военно-фашистском заговоре к ВМН и в тот же день расстрелян, реабилитирован посмертно этим же судебным органом 5 мая 1956.

## Награды
- Два орденами Красного Знамени (Приказ РВСР № 201 от 20 июня 1921, Приказ РВС № 15 от 1923).
- Орден Красной Звезды (Постановление Президиума ЦИК СССР от 16 августа 1936).
- Именное оружие.
- Именные золотые часы — от РВС ОКДВА за первенство в боевой и политической подготовке.
- Грамота ВЦИК и комплект тёплого обмундирования — за успехи в борьбе с бандитизмом.

## Адрес
Проживал в Хабаровске по улице Серышева, в доме 9/101, квартире 29.

## Память
Именем А. Я. Созонтова названа улица в городе Кирово-Чепецке, на доме № 17 установлена памятная табличка с надписью: «Улица названа в честь нашего земляка Созонтова Андрея Яковлевича, командира корпуса Красной Армии, соратника маршала Блюхера Василия Константиновича».

## Комментарии
1. ↑  Ныне — в составе Чепецкого сельского поселения, Кирово-Чепецкий район Кировской области[4].